# Roberto Sensini
Roberto Néstor Sensini (né le 12 octobre 1966 à Arroyo Seco, dans la province de Santa Fe) est un footballeur international et entraîneur argentin.

## Biographie
Jouant au poste de défenseur, il a fait l'essentiel de sa carrière de joueur dans le championnat italien de Série A.
Roberto Sensini a disputé trois Coupes du monde avec l'équipe d'Argentine : en 1990 (finaliste), 1994 (huitième-de-finaliste) et 1998 (quart-de-finaliste). Lors de la finale de la Coupe du monde 1990 face à l'Allemagne, il commet une faute sur Rudi Völler dans la surface de réparation à la 85e minute du match. L'arbitre Edgardo Codesal Méndez accorde un penalty, transformé par Andreas Brehme. L'Argentine s'inclinera 1-0 ; ce penalty sera contesté par Sensini et la presse du pays,.
Il démissionne de son poste d'entraîneur du Newell's Old Boys pour cause de mauvais résultats.

## Clubs
- Newell's Old Boys (1986-1989)
- Udinese Calcio (1989-1994)
- Parme AC (1994-1999)
- Lazio Rome (1999-2000)
- Parme AC (2001-2002)
- Udinese Calcio (2002-2006)

## Palmarès

### En équipe nationale
- Médaille d'argent aux Jeux olympiques de 1996 (avec l'équipe argentine olympique)
- Finaliste de la Coupe du monde 1990
- Troisième de la Copa América 1989
- 59 sélections en équipe d'Argentine entre 1988 et 2002

### En club
- 1988 : Championnat d'Argentine Primera División (Newell's Old Boys)
- 1994 : Finaliste de la Coupe des Coupes
- 1995 : Coupe UEFA (Parme)
- 1999 : Coupe d'Italie (Parme)
- 1999 : Coupe UEFA (Parme)
- 2000 : Championnat d'Italie (Lazio)
- 2002 : Coupe d'Italie (Parme)